# Kaiserstuhl (Zurzach)
Kaiserstuhl (toponimo tedesco) è una frazione del comune svizzero di Zurzach, nel Canton Argovia. Conta 430 abitanti.

## Storia
Il 1° gennaio 2022 il comune di Kaiserstuhl venne fuso con i comuni di Bad Zurzach, Baldingen, Böbikon, Rekingen, Rietheim, Rümikon e Wislikofen, formando il nuovo comune di Zurzach.

## Monumenti e luoghi d'interesse
- Chiesa cattolica di Santa Caterina, attestata dal 1366[2];
- Torre superiore, eretta nel 1260 e ricostruita nel 1360[2].

## Società

### Evoluzione demografica
L'evoluzione demografica è riportata nella seguente tabella:
Abitanti censiti

## Infrastrutture e trasporti
Kaiserstuhl è servito dalla stazione di Weiach-Kaiserstuhl sulla ferrovia Winterthur-Koblenz.

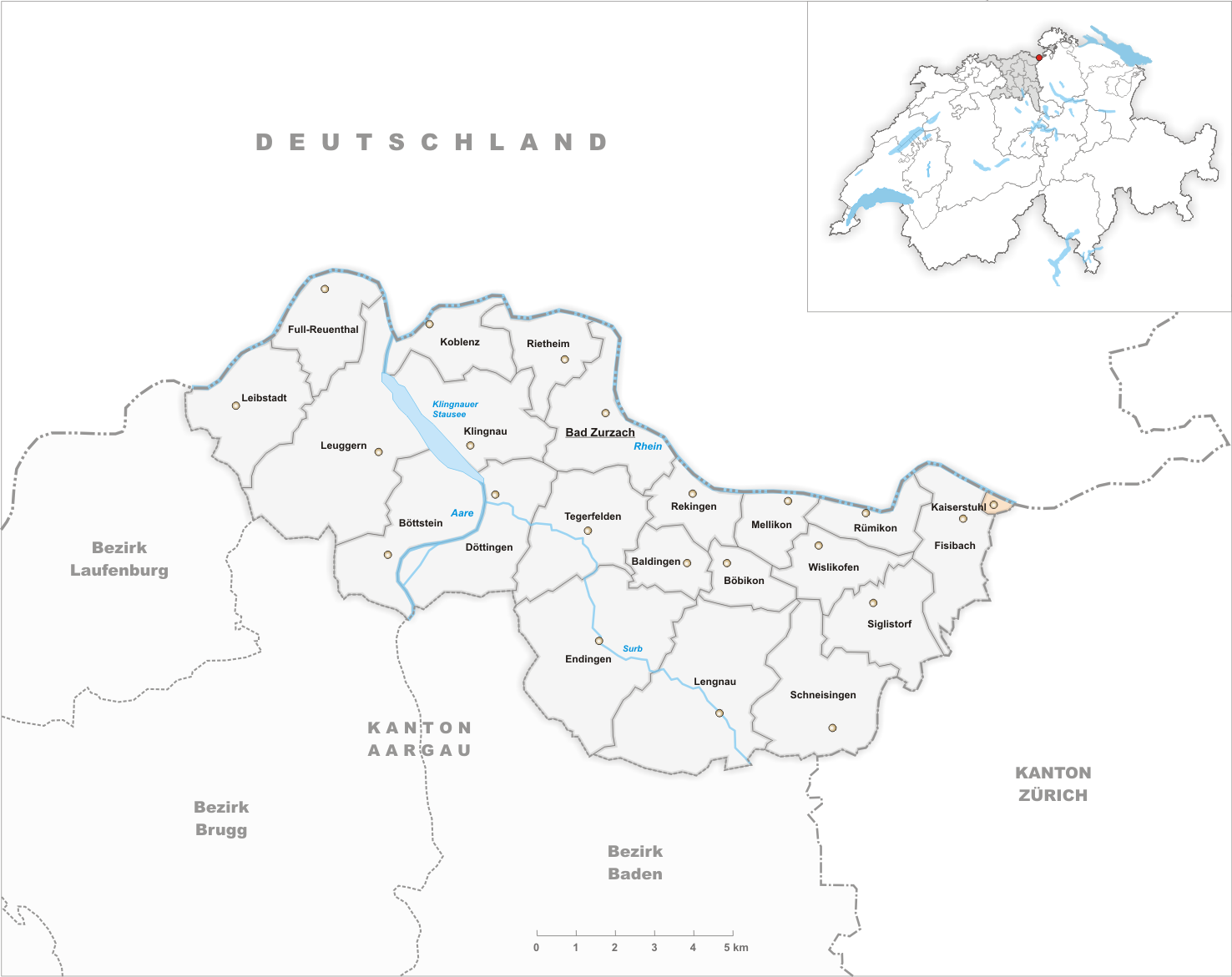
Mappa dell'ex comune di Kaiserstuhl all'interno del distretto di Zurzach

## Amministrazione
Ogni famiglia originaria del luogo fa parte del cosiddetto comune patriziale e ha la responsabilità della manutenzione di ogni bene ricadente all'interno dei confini del comune.